# عبد الكريم (اسم)
عبد الكريم هو اسم عربي يطلق على الذكور، وهو مستخدم في العهد الحديث كإسم وكلقب. وهو مكون من جزأين «عبد» و «الكريم». الكريم وهي اسم من اسماء الله الحسنى المذكورة في القرآن الكريم.

## أشخاص
- عبد الكريم الجيلي
- عبد الكريم الحائري اليزدي
- محمد بن عبد الكريم الخطابي
- عبد الكريم قاسم
- عبد الكريم غلاب
- عبد الكريم سروش
- عبد الكريم النحلاوي
- عبد الكريم الموسوي الأردبيلي
- عبد الكريم زيدان
- عبد الكريم العرشي
- عبد الكريم الإرياني
- عبد الكريم الكباريتي
- عبد الكريم الحضريوي

## قائمة
- كود سباركل
- تحديث القائمة

1. ابن بنت العراقي، عالم مسلم مصري.
2. أبو القاسم القشيري.
3. أبو سعد السمعاني، مؤرخ مسلم.
4. عبد الكريم، مُجدّف كانوي إندونيسي.
5. عبد الكريم أبكر، لاعب كرة قدم نيجري.
6. عبد الكريم ابن طاووس، فقيه عراقي.
7. عبد الكريم أبو الشيح.
8. عبد الكريم أحمد، لاعب كرة قدم غاني.
9. عبد الكريم أحمد الخميسي، كاتب يمني (1942-2010).
10. عبد الكريم أحمد جدبان علي، برلماني يمني.
11. عبد الكريم أحمد مقبل القحطاني.
12. عبد الكريم أحمد يحيى السنيني، برلماني يمني.
13. عبد الكريم إرغاشيف.
14. عبد الكريم إسماعيل الارحبي.
15. عبد الكريم الأرومي.
16. عبد الكريم الإرياني.
17. عبد الكريم الأشموري، ممثل يمني.
18. عبد الكريم الجباري، شاعر كويتي.
19. عبد الكريم الجراح.
20. عبد الكريم الجزائري، فقيه مسلم وشاعر عراقي.
21. عبد الكريم الجندي، رئيس مكتب الأمن القومي بحزب البعث السوري عبدالكريم الجندي.
22. عبد الكريم الجهيمان، صحفي وأديب سعودي.
23. عبد الكريم الجيلي.
24. عبد الكريم الحائري اليزدي.
25. عبد الكريم الحقيل.
26. عبد الكريم الخصاونة، مفتي أردني.
27. عبد الكريم الخضر، ناشط سعودي.
28. عبد الكريم الخضير، عالم دين سعودي وعضو هيئة كبار العلماء.
29. عبد الكريم الخليل.
30. عبد الكريم الخيواني.
31. عبد الكريم الدجيلي، شاعر وكاتب عراقي.
32. عبد الكريم الدرقاوي.
33. عبد الكريم الدغمي.
34. عبد الكريم الدغوش.
35. عبد الكريم الرازحي، شاعر يمني.
36. عبد الكريم الرفاعي.
37. عبد الكريم الزنجاني.
38. عبد الكريم السعدي.
39. عبد الكريم الطائع لله.
40. عبد الكريم الطبال، شاعر مغربي.
41. عبد الكريم العامري، شاعر عراقي.
42. عبد الكريم العرشي، رئيس يمني مؤقت سابق.
43. عبد الكريم العريض، فنان بحريني.
44. عبد الكريم العقون.
45. عبد الكريم العقيلي.
46. عبد الكريم العلاف، شاعر عراقي.
47. عبد الكريم العلي.
48. عبد الكريم العنزي، سياسي عراقي.
49. عبد الكريم الغرايبة، عضو مجلس الأعيان الأردني.
50. عبد الكريم الفيلالي، مؤرخ مغربي.
51. عبد الكريم القحطاني، لاعب كرة قدم سعودي.
52. عبد الكريم القوقا.
53. عبد الكريم الكابلي.
54. عبد الكريم الكباريتي، سياسي أردني.
55. عبد الكريم الكحلوت.
56. عبد الكريم الكرمي، شاعر فلسطيني.
57. عبد الكريم المتوكل، ممثل يمني.
58. عبد الكريم المدرس.
59. عبد الكريم الممتن، فقيه مسلم وشاعر سعودي.
60. عبد الكريم المنشي.
61. عبد الكريم الموسوي الأردبيلي، سياسي إيراني.
62. عبد الكريم الناعم، شاعر وناقد أدبي سوري.
63. عبد الكريم النحلاوي، عسكري سوري، وقائد انقلاب انفصال الجمهورية العربية  المتحدة.
64. عبد الكريم النملة.
65. عبد الكريم اليافي.
66. عبد الكريم بابوش، ثوري وسياسي ومحامي جزائري.
67. عبد الكريم برشيد، كاتب مغربي.
68. عبد الكريم بكار، داعية سوري.
69. عبد الكريم بن أحمد السيف، مخرج أفلام سعودي.
70. عبد الكريم بن ثابت.
71. عبد الكريم بن سعود بن عبد العزيز آل سعود.
72. عبد الكريم بن صالح الحميد.
73. عبد الكريم بن صنيتان العمري.
74. عبد الكريم بن عبد الواحد بن مغيث، وزير أندلسي.
75. عبد الكريم جدبان، سياسي يمني.
76. عبد الكريم جواد.
77. عبد الكريم جودة.
78. عبد الكريم حسن تقي، كاتب يمني.
79. عبد الكريم حسين الزين، عالم دين شيعي لبناني.
80. عبد الكريم حسين سعود، شاعر وكاتب سوري.
81. عبد الكريم خان.
82. عبد الكريم خليفة.
83. عبد الكريم داود البرغوثي.
84. عبد الكريم راصع.
85. عبد الكريم راضي جعفر، أكاديمي وشاعر عراقي.
86. عبد الكريم زيدان، فقيه و وزير عراقي سابق.
87. عبد الكريم سروش، فيلسوف إيراني.
88. عبد الكريم شرف محسن شيبان، سياسي يمني.
89. عبد الكريم صقر، لاعب كرة قدم مصري.
90. عبد الكريم عبد القادر، الصوت الجريح.
91. عبد الكريم عبد الله الشامي، كاتب يمني.
92. عبد الكريم عمر.
93. عبد الكريم عوينة.
94. عبد الكريم فضل الله، رجل دين يطلب الخمس من الفقراء.
95. عبد الكريم قاسم، ضابط عسكري ورئيس وزراء العراق وأول حاكم عراقي بعد الحكم الملكي.
96. عبد الكريم كاصد، شاعر وكاتب وناقد عراقي.
97. عبد الكريم كرومة، مغني سوداني.
98. عبد الكريم لعيبي باهض.
99. عبد الكريم محسن حسين الأكوع، سياسي يمني.
100. عبد الكريم محمد مشعوف الأسلمي، برلماني يمني.
101. عبد الكريم محمود المحمداوي، سياسي عراقي.
102. عبد الكريم مطيع الحمداوي، سياسي مغربي.
103. عبد الكريم ناصيف.
104. عبد الكريم هاشم المرتضى، كاتب يمني (1945-2013).
105. عبد الكريم هاني.
106. عبد الكريم هلال الجحيدلي، سياسي كويتي.
107. عبد الكريم يوسف الزين، عضو مجلس النواب اللبناني.
108. عبدالكريم القواسمي.
109. عبدالكريم المجاطي.
110. عبدالكريم عيد الحشاش.
111. عبدالكريم مستجاني، سياسي أفغاني.